# Eppensteinci
Eppensteinci so bili srednjeveška plemiška družina, ki je dala nekaj vojvod Koroške in ki se šteje kot prva lokalna vojvodska družina. Ta rodbina je dala tudi dva  mejna grofa marke na Muri ali Karantanske marke. Iz njihove rdeče-belo-rdeče zastave, ki je z njihovim izumrtjem leta 1122, skupaj z njihovimi alodi in furlanskimi fevdi prešla na dediče štajerske Traungavce, ki so potem izumrli leta 1192 in so jih nasledili  avstrijski  Babenberžani, ki so bili Avstrijske vojvode.

## Pregled delovanja rodu
Rod se je imenoval po izvornem gradu  Eppenstein pri kraju Obdach na  Štajerskem, ki nadzira cesto skozi dolino Granitzenbach in v pisnih virih prvič omenjen v letu 1130. Eppensteinci izvirajo iz Bavarske in so se prvotno naselili blizu Judenburga. Markwart III. (pred 970 do približno 1000) je bil prvi mejni grof  marke na Muri, ki je ležala na območju današnje Štajerske in se je razprostirala na območju štirih gornještajerskih okrožjih. 
Adalbero Eppensteinski si je pridobil veliko posest na Koroškem. Mejni grof Marke na Muri je postal leta 1000 in potem leta 1012 Koroški vojvoda. Leta 1035 je bil odstavljen in štiri leta kasneje je umrl. Njegov sin Markwart IV. († 1076) je uspel obdržati bogato posest in de fakto vladanje na Koroškem.  Od slednjega sinu  Liutpoldu († 1090) je leta 1077 kralj Henrik IV. ponovno podelil Vojvodino Koroško in Veronsko marko. Skupaj s svojim bratom  Henrikom je želel svojo oblast razširiti na račun Bamberške nadškofije, Salzburške nadškofije in Oglejskega patriarhata. Oče Markwart in Henrik sta med letoma 1076 in 1103 ustanovila Samostan St. Lambrecht na današnjem Štajerskem, ki je družini služil kot duhovni center in kot družinska grobnica.
S Henrikovo smrtjo leta 1122 je rod Eppensteincev izumrl. Njihov dedič alodialne posesti v Zgornji Štajerski je njegov zet Traungavec Otakar II. († 1122) oziroma njegov sin  Leopold. Vojvodstvo na Koroškem je pripadlo grofom  Spanheimskim, s katerimi je bil zadnji Eppensteinec povezan s poroko.

## Rodbinsko drevo Eppensteincev
Eppensteince se včasih imenuje  tudi Markwarte ali Viehbacherje. 
Markwart I., grof v Viehbachgau  916
- Markwart II. († po 951), plemič na območju "Eppenstein" 927, grof v Viehbachgau 940
  - Rikardis († 1013), ∞ Ulrik (Ebersberg) († 1029)
  - Markvart III. († 1000), ∞ grofica Hadamut Ebersberška
    - Adalbero (* do 980; † 1039), Vojvoda Koroške (1011/12–1035, odstavljen), mejni grof Koroške marke, grof Eppensteinski, grof v Štajerskem delu doline Enn, ∞ Beatrix, hči vojvode Hermana II. Švabskega
      - Markvart IV. († 1076), vojvoda Koroške (1073–1076), grof Eppensteinski, odvetnik nadškofije Brixen, samostanov v Rožacu in St. Lambrechtu, ∞ Liutbirg Plainsko († pred 1103), hči grofa Liutolda II. oziroma nečakinja mejnega grofa  Wiljema Savinjskega (Wilhelminer)
        - Liutold († 1090), vojvoda Koroške (1076–1090), grof Eppensteinski, mejni grof v Mejni grofiji Veroni, odvetnik (Vogt)  Ogleja, ∞ I. NN, umrla, ∞ II. NN
        - Henrik III. Koroški († 1122), grof Eppensteinski, vojvoda Koroške (1090–1122), Mejni grof v  Veroni (1090–1122), mejni grof na  Kranjskem (1077–1093), mejni grof v Furlaniji (1077–1093), mejni grof v Istri (1077/1086?–1093), odvetnik (Vogt) Ogleja (1076/1090?–1101/02) tudi odvetnik Možberka, ∞ I. Beatrix Dießenska († 1096), hči grofa Otta I. († 1065), ∞ II. Liutgard, ∞ III. Sofija Avstrijska, hči mejnega grofa Leopolda II.
        - Markvart, grof
        - Ulrik († 1121), 0pat St. Gallen (ab 1077),  Oglejski patriarh (od 1085)
        - Herman († 1087), (proti-) škof v Pasavu (1085–1087)
        - ?Hartman
        - ?Beatrix
        - ?Kunigunda
        - ?Hema

      - Adalbero Eppensteinski († 1057), škof v Bambergu (1053–1057)
      - Willibirg, ∞ Otokar I. Štajerski († 1075), mejni grof v  Koroška Marka
      - NNw, ∞ Kuno II. Welf, grof v Sualafeldgau, ?∞ Otto I. († 1065), grof Dießenski

    - Eberhard († po 1039), grof v Isarju
      - Friderik
      - Hadamut (poročena z  Friderik I. Regensburški)

    - Ernst

  - Rüdiger († pred 1000) (glej: Nibelungensage)